# 박윤아
박윤아(1947년 9월 9일 ~ )는 대한민국의 성우다.

## 출연 작품

### 나레이션
- 하늘아 하늘아 (KBS2, 1988년 ~ 1989년)
- 은하수 (KBS1, 1996년)
- 왕의 여자 (SBS, 2003년 ~ 2004년)
- 강이 되어 만나리 (KBS1, 2006년)

### 광고
- 유한킴벌리 (비바화장지)
- 한국GM (맵시나)
- 오리엔트시계 (샤갈시계)
- 태창 (빅맨)
- 농심 (거버유아식)
- 현대약품 (써스펜좌약)
- 오리온 (스윙칩,엑서스)
- 빙그레 (카페오레)
- 삼성시계 (카파시계)
- 유진한일합섬 (제노바)
- 한국화장품 (쎄시봉, 쎄시봉화이트C, 르비앙, 템테이션, 라이브좀, 세스띠화장품, 바디포인트, 쥬단학 라이브좀 후레쉬그린, 쥬단학 써니체크트윈케익, 쥬단학 라이브좀 화이트, 쥬단학 세렉션, 쥬단학 라이브좀 썸머쿨, 세로피아 후레쉬그린, 쥬단학 세르젬, 쥬단학 마이크로 라이브좀, 쥬단학 쎄시봉 메이크업 화장품 등)
- 나드리화장품 (그레이스화장품)(성우:김세한)
- SK케미칼 (타마렌)
- SK매직 (매직세탁기)
- 인디에프 (조이너스)
- 라보라패션 (미스탑브라)
- 대우통신 (유니카피)(성우:김기현)
- NH투자증권
- 로얄섬유 (피에르 가르뎅 드레스셔츠)
- 매일유업 (바이오거트)(성우:엄주환)
- 해태제과 (허쉬초콜렛)
- 애경산업 (마무리)
- 김정문알로에 (성우:한상덕)
- 코카콜라음료 (코카콜라라이트)
- 현대백화점
- 한미약품 (이오일,써스펜좌약)
- 대상 (로즈버드 캔커피, 쇠고기맛나)
- 롯데월드민속관 (성우:유강진)
- 롯데쇼핑(성우:남궁윤)
- 기아 (프라이드)
- 현대자동차 (엑셀, 트라제XG, 뉴EF쏘나타 등)
- 쌍방울 (기비) (성우:장세준), (보온메리) (실버벨투메치)
- 제우교역 (아디다스 써니2)
- NH투자증권
- 논노 (논노패션, 마르시아노)
- 나드리화장품 (그레이스화장품) (성우:김세한)
- LX하우시스 (칼라륨, 모뇨룸디럭스, 모노륨DX)
- 삼성전자 (네오시리즈, 고화질VTR, 하이쿨에어컨, 냉장고 칸칸, 미니미니, 삼성파이폰 등)
- 삼성물산 (에스에스, 에스에스패션, 체이스컬트, 하티스트 등)
- 삼성카드 (삼성위너스카드) (성우:유강진)
- LG전자 (싸이언, 수퍼미리클CC, 싱싱냉장고,오븐레인지 캐러드 , 베스트셀렉션, 리니어디오스 등)
- SK텔레콤
- 동양도자기 (슈퍼차이나) (성우:김종성)
- 경남모직 (로얄)
- 보루네오가구 (살로네)
- LF
- 롯데웰푸드 (로젤라, 엑티브콘, 아로마, 제크, 업그레이드몽쉘, 죠스바, 빅바초콜렛, 꼬깔콘 등)
- 롯데칠성음료 (밀키스)
- 남영나이론 (비비안 팜팜브라)
- 신영와코루 (메모리브라, 내츄럴브라, 쉐이브업브라, 슬림컵브라, 레이시슬림, 타미라인거들 등)
- LG생활건강 (오데뜨, 이자녹스, 이지업, 피오레샴푸, 휘네스샴푸, 차밍무스, 살구비누, 살구크린싱비누, 에티켓치약, 드봉바이오비누 등)
- 아모레퍼시픽 (설록차, 쾌남골즈쿨,탁틴)
- 유니베라 (남양알로에)
- 해태제과 (에이스크래커)
- 일양약품 (나폴레옹철력, 원비디)
- Hy (슈퍼100)
- 공익광고협의회 (선진조국창조, 예절, 청결, 금메달,신용사회, 인사, 웃을 수 있는 미래, 질서예절, 헌혈, 환경보전-물, 무덤-마약추방 등)
- 에스콰이아 (미스미스터,비아뜨, 포트폴리오)
- 생명보험협회
- 교보생명보험
- 금강제화 (랜드로바, 리갈, 르느와르 시크리트, 르느와르에비뉴, 엘칸토, 엘칸토 비잔티움, 르느와르핸드백, 르느와르, 비제바노 ,비제바노 휘어레디, 보봐르 등)
- 동서식품 (맥심커피, 맥스웰그래뉼,맥스웰캔커피, 캔코코아, 맥스웰커피, 맥스웰커피믹스, 맥스쿨, 맥심모카골드, 맥스웰블루엣 등)
- 위니아전자 (세탁기 예예, 요요깜, 디지털피아노벨로체, E닥터 서비스 등)
- 신한투자증권
- SK텔레콤
- 우정사업본부 (우체국 예금보험)
- 남양유업 (아이엠마더)
- 대우건설 (푸르지오)
- KT
- KB국민은행
- 포스코건설